# Shy Tuttle
Shyheim „Shy“ Devonte Tuttle (* 20. Oktober 1995 in Winston-Salem, North Carolina) ist ein US-amerikanischer American-Football-Spieler. Er spielt bei den Carolina Panthers in der National Football League (NFL) auf der Position des Defensive Tackle. Zuvor stand Tuttle vier Jahre lang bei den New Orleans Saints unter Vertrag.

## College
Tuttle ließ schon früh sportliches Talent erkennen und zeigte auf der Highschool auch in der Leichtathletik, bei Basketball und Fußball gute Leistungen. Er besuchte die University of Tennessee und spielte für deren Mannschaft, die Volunteers, erfolgreich College Football. In den vier Spielzeiten von 2015 bis 2018 konnte er, wiederholt von Verletzungen geplagt, 30 Spiele bestreiten, wobei er nicht nur 79 Tackles setzen konnte, sondern ihm auch 1,0 Sack, eine Interception sowie zwei Passverteidigungen gelangen.

## NFL
Tuttle fand beim NFL Draft 2019 keine Berücksichtigung, wurde aber danach von den New Orleans Saints als Free Agent verpflichtet. Durch die während der Vorbereitung gezeigten Leistungen konnte er sich einen Platz im 53-Mann-Kader erobern.
Bereits in seiner Rookie-Saison kam er in allen 16 Partien zum Einsatz, einmal sogar als Starter und war bei 32 % aller Defensiv-Spielzüge auf dem Platz.
Zum Liebling der Saints-Fans wurde er im Spiel gegen den Erzrivalen Atlanta Falcons. Ihm gelang dabei nicht nur eine Interception, er konnte auch den generischen Quarterback Matt Ryan, wenn auch mit regelwidriger Unterstützung von Cameron Jordan, mittels Stiff Arm höchst spektakulär zu Boden bringen.
Im März 2023 unterschrieb Tuttle einen Dreijahresvertrag im Wert von 19,5 Millionen US-Dollar bei den Carolina Panthers.